# Neustadt in Europa

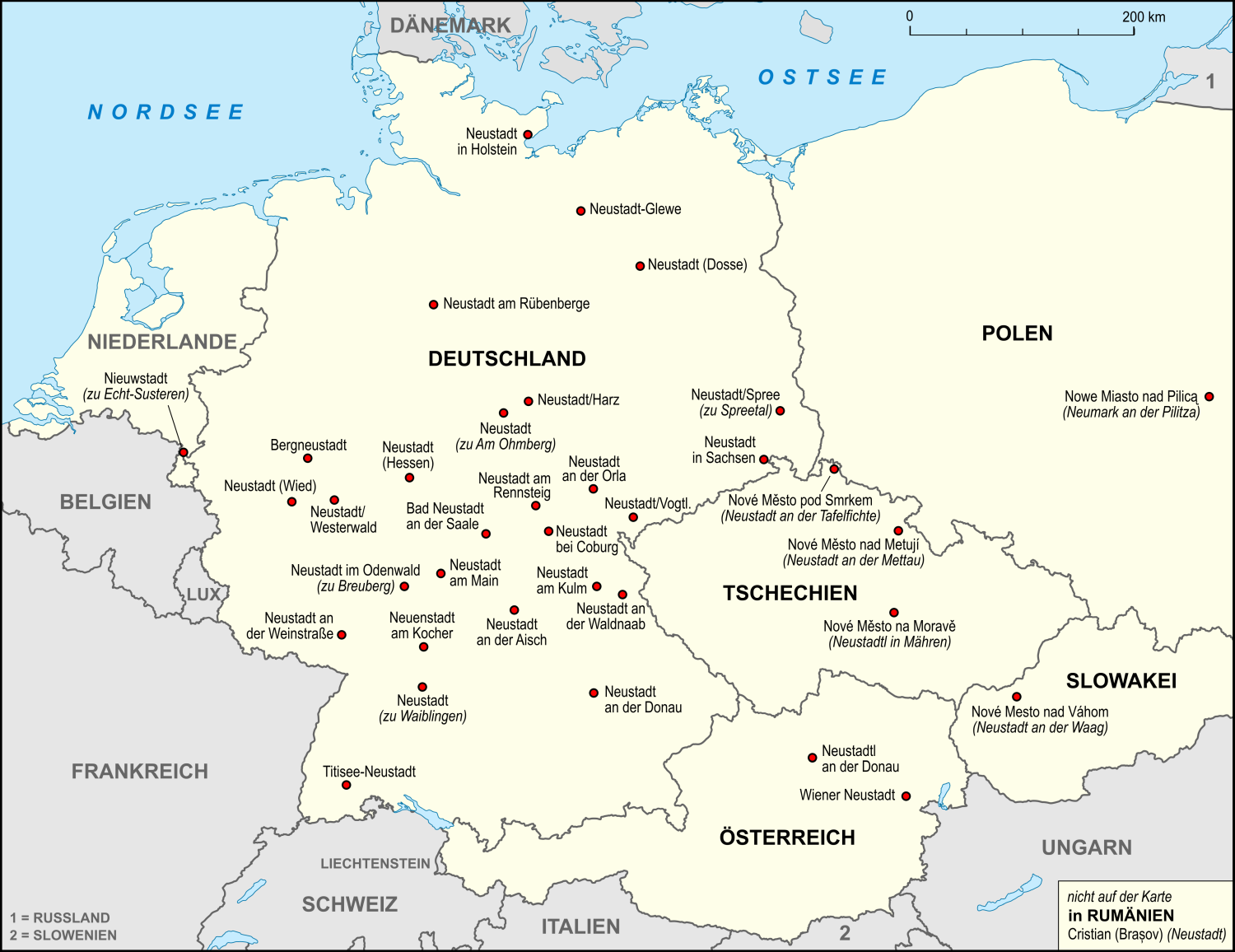
Localizzazione delle città appartenenti al gemellaggio al 2009

Il gemellaggio internazionale Neustadt in Europa riunisce 36 città e comuni che portano nel nome la dicitura Neustadt ("città nuova"). Molte di questi centri hanno un'origine simile, essendosi sviluppati durante il processo di urbanizzazione avvenuto nel Medioevo con la fondazione di città nuove con funzioni di mercato.

## Le città

### Austria
- Neustadtl an der Donau
- Wiener Neustadt

### Repubblica Ceca
- Nové Město na Moravě (in tedesco Neustadt in Mähren)
- Nové Město nad Metují (in tedesco Neustadt an der Mettau)
- Nové Město pod Smrkem (in tedesco Neustadt an der Tafelfichte)

### Germania

#### Assia
- Neustadt
- Neustadt (quartiere di Breuberg)

#### Baden-Württemberg
- Neuenstadt am Kocher
- Neustadt an der Rems (quartiere di Waiblingen)
- Titisee-Neustadt

#### Bassa Sassonia
- Neustadt am Rübenberge

#### Baviera
- Bad Neustadt an der Saale
- Neustadt an der Aisch
- Neustadt an der Donau
- Neustadt an der Waldnaab
- Neustadt am Main
- Neustadt am Kulm
- Neustadt bei Coburg

#### Brandeburgo
- Neustadt (Dosse)

#### Meclemburgo-Pomerania Anteriore
- Neustadt-Glewe

#### Nordreno-Vestfalia
- Bergneustadt

#### Renania-Palatinato
- Neustadt an der Weinstraße
- Neustadt/Westerwald
- Neustadt (Wied)

#### Sassonia
- Neustadt in Sachsen
- Neustadt/Spree (frazione di Spreetal)
- Neustadt/Vogtl.

#### Schleswig-Holstein
- Neustadt in Holstein

#### Turingia
- Neustadt (Am Ohmberg)
- Neustadt am Rennsteig
- Neustadt an der Orla
- Neustadt/Harz (frazione di Harztor)

### Polonia
- Nowe Miasto Lubawskie (in tedesco Neumark in Westpreußen)
- Nowe Miasto nad Pilicą

### Slovacchia
- Nové Mesto nad Váhom (in tedesco Neustadt an der Waag)

### Ungheria
- Dunaújváros (in tedesco Donauneustadt)